# Kanton Basel-Landschaft
Kanton Basel-Landschaft (»Basel – dežela«; francosko Bâle-Campagne, italijansko Basilea Campagna, retoromansko Basilea-Champagna; pogovorno Baselland ali das Baselbiet) je eden izmed 26 kantonov Švicarske konfederacije, ki obsega širše zaledje mesta Basel. Njegovo glavno mesto je Liestal, medtem ko ima največ prebivalcev Allschwil, predmestno naselje Basla.
Je eden izmed šestih kantonov, nekdaj in neuradno še vedno znanih kot »polkantoni«; njegov komplement je kanton Basel-Stadt, ki zajema samo mesto Basel z ožjo okolico. Oba sta nekdaj skupaj tvorila kanton Basel, ki se je Konfederaciji priključil leta 1501, nato pa je nezadovoljstvo podeželja nad prevladujočo vlogo meščanov v kantonalni upravi, ki je preraslo v oborožene spopade, leta 1833 privedlo do odcepitve v ločen kanton. Poskuse vnovične združitve obeh kantonov so volivci Basla-Landschafta zavrnili na referendumih v letih 1969 in 2014.
Kanton je nepravilne oblike in vključuje kraje v Laufentalu vzdolž reke Birs, Birsecku in spodnjem Leimentalu (Unterbaselbiet), kot tudi kraje ob reki Ergolz in njenih pritokih (Oberbaselbiet); med ti pokrajini je vrinjen Schwarzbubenland, ki pripada sosednjemu kantonu Solothurn. Poleg Solothurna in Basla-Stadta meji še na kantona Aargau in Jura ter na Nemčijo in Francijo.

## Upravna delitev
Kanton je razdeljen na pet okrajev (Bezirke), ki se nadalje delijo na 86 občin:
- okraj Arlesheim
  - občine Aesch, Allschwil, Arlesheim, Biel-Benken, Binningen, Birsfelden, Bottmingen, Ettingen, Münchenstein, Muttenz, Oberwil, Pfeffingen, Reinach, Schönenbuch, Therwil
- okraj Laufen
  - občine Blauen, Brislach, Burg im Leimental, Dittingen, Duggingen, Grellingen, Laufen, Liesberg, Nenzlingen, Roggenburg, Röschenz, Wahlen, Zwingen
- okraj Liestal
  - občine Arisdorf, Augst, Bubendorf, Frenkendorf, Füllinsdorf, Giebenach, Hersberg, Lausen, Liestal, Lupsingen, Pratteln, Ramlinsburg, Seltisberg, Ziefen
- okraj Sissach
  - občine Anwil, Böckten, Buckten, Buus, Diepflingen, Gelterkinden, Häfelfingen, Hemmiken, Itingen, Känerkinden, Kilchberg, Läufelfingen, Maisprach, Nusshof, Oltingen, Ormalingen, Rickenbach, Rothenfluh, Rümlingen, Rünenberg, Sissach, Tecknau, Tenniken, Thürnen, Wenslingen, Wintersingen, Wittinsburg, Zeglingen, Zunzgen
- okraj Waldenburg
  - občine Arboldswil, Bennwil, Bretzwil, Diegten, Eptingen, Hölstein, Lampenberg, Langenbruck, Lauwil, Liedertswil, Niederdorf, Oberdorf, Reigoldswil, Titterten, Waldenburg